# Pyramide de Cestius
La Pyramide de Cestius (en italien : Piramide di Caio Cestio ou Piramide Cestia) est un monument funéraire de l'Antiquité situé près de la porta San Paolo à Rome. Elle porte le nom de celui qui s'y est fait inhumer : Caius Cestius.

## Histoire
Au Moyen Âge, cette pyramide passait pour être le tombeau de Rémus, frère de Romulus, fondateur mythique de la cité de Rome. 
Elle fut construite en réalité entre 18 et 12 av. J.-C. et mesure 36,4 m de haut pour une base de 29,5 m de large. Par ses proportions (dimensions et rapport côtés / hauteur) elle s'inspire des pyramides de Méroé (aujourd'hui au Soudan) qui sont ses contemporaines. La chambre sépulcrale porte encore des traces de  peinture, tandis que l'ouverture de la pyramide a été faite dans une période plus récente. 
On trouve sur la pyramide deux inscriptions :
1. C. Cestius L.F. Pob. Epulo pr. tr.pl.  VII vir epulonum
2. Opus apsolutum ex testamento diebus CCCXXX arbitratu L. Ponti P.F. Cla. Melae heredis et Pothi L.

Ce qui signifie : 
1. Caius Cestius Epulo, fils de Lucius, de la tribu Poblilia, préteur, tribun de la plèbe, membre du collège des septemviri epulones (il fut chargé de veiller aux grands festins sacrés).
2. Ouvrage réalisé conformément à son testament en 330 jours sous la supervision de Lucius Pontius Mela, fils de Publius, de la tribu Claudia, son héritier, et de Pothus son affranchi.

Au IIIe siècle, la pyramide de Cestius fut incluse dans le mur d'Aurélien.

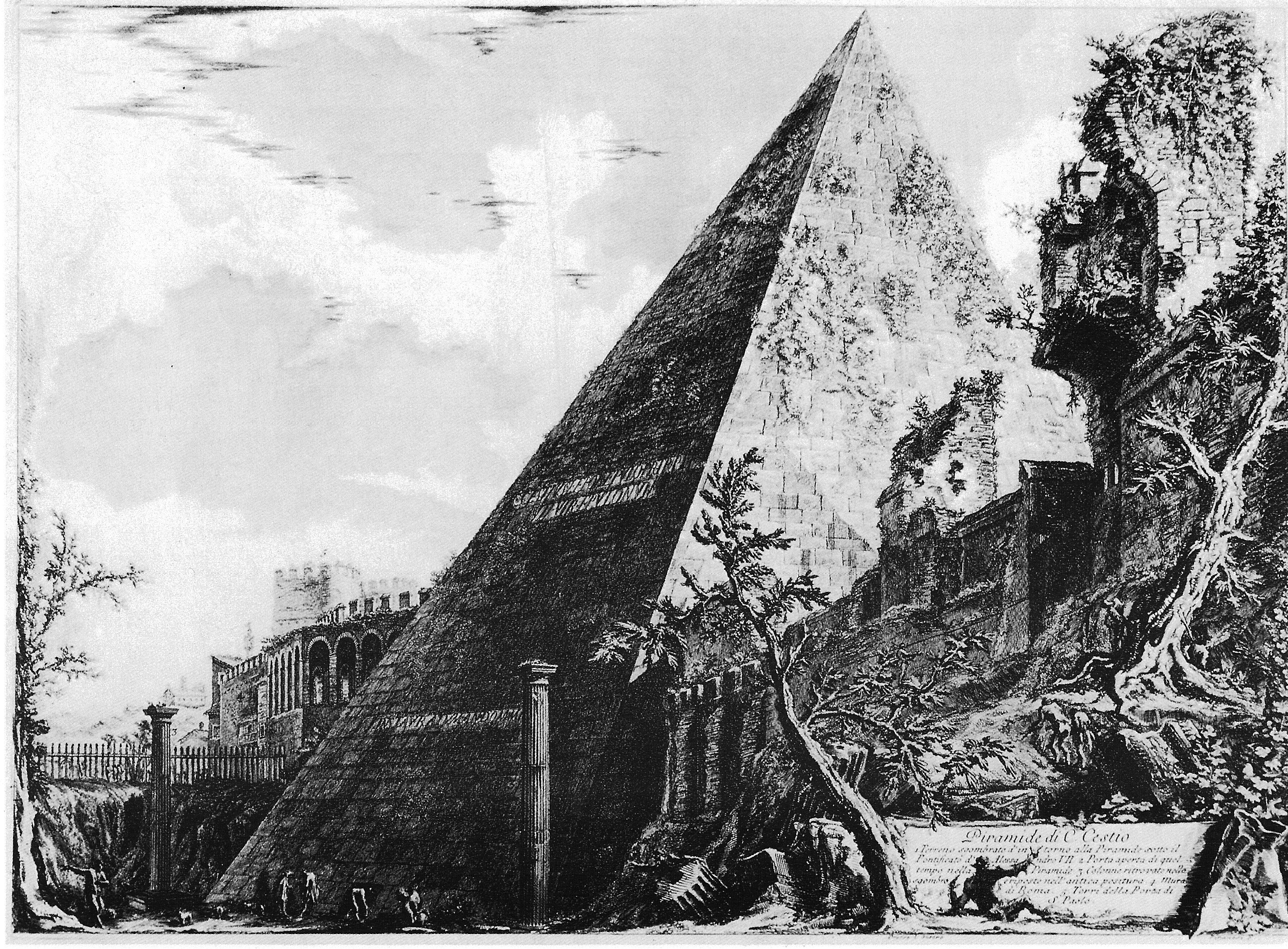
Gravure de la pyramide de Cestius faite par Giovanni Battista Piranesi.
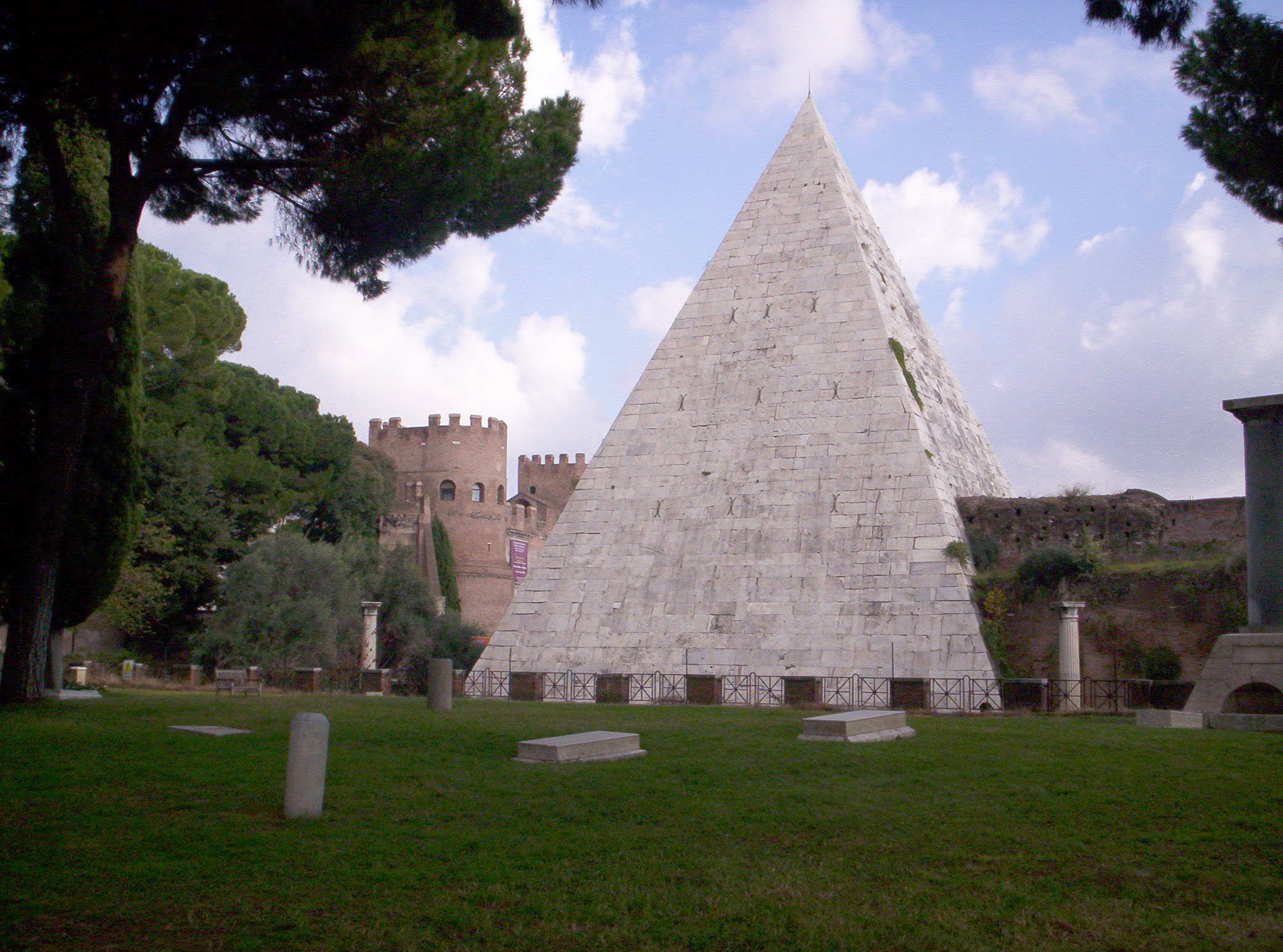
La pyramide de Cestius fut incluse dans le mur d'Aurélien, on peut voir sur la photo la porte Saint Paul de Rome sur la gauche
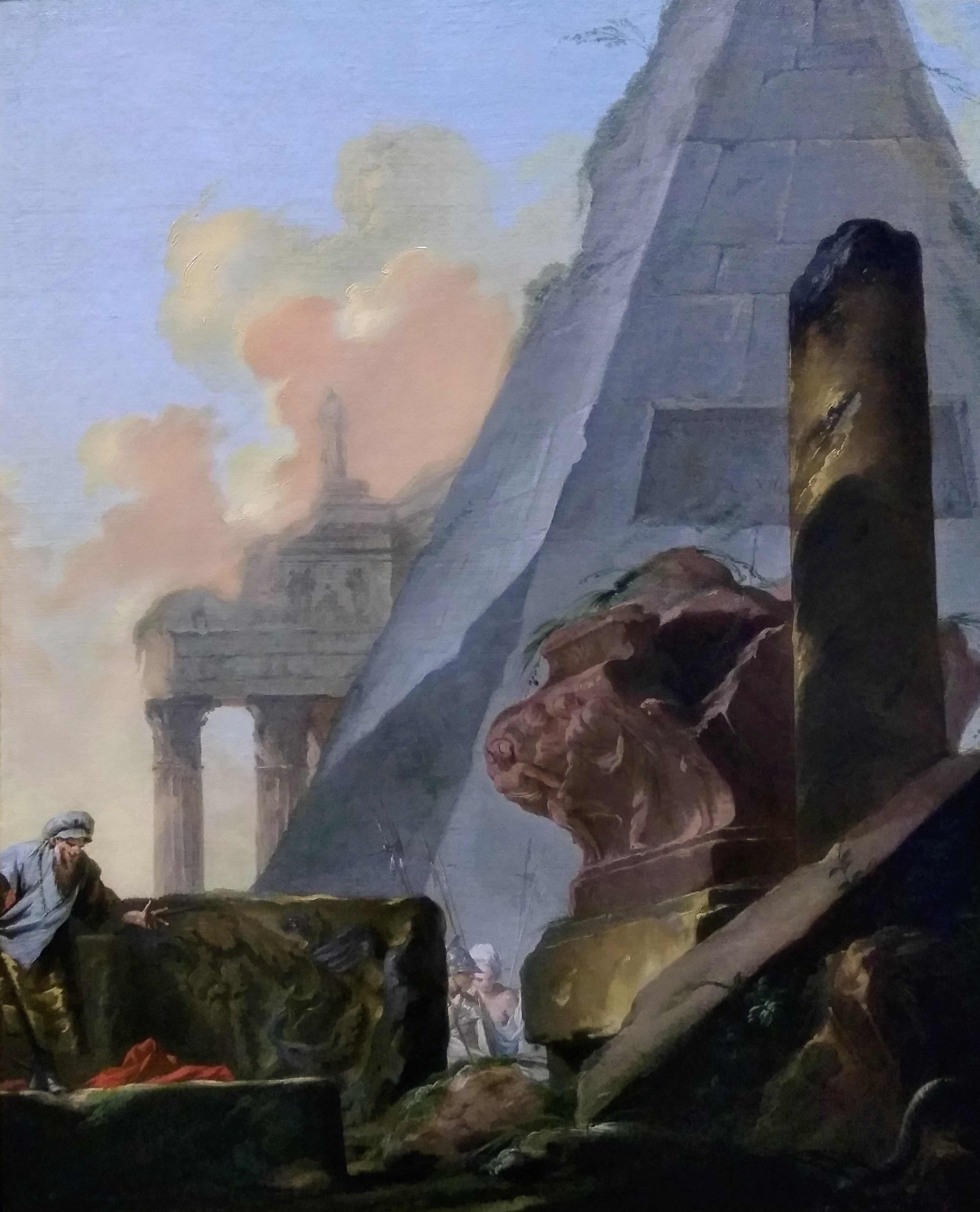
Jean Barbault, Ruines avec la pyramide de Sextius, 1754, Angers, musée des Beaux-Arts.